# الفتور العاطفي (بين الزوجين)
الفتور العاطفي
أو البرود العاطفي وهو من المصطلحات التي تتردد في الإرشاد الزواجي، ويُعدُّ الفتور في العلاقة العاطفية من المشكلات التي يعاني منها الزوجان لا سيما الزوجة .

## التعريف
حالة من تسلل الملل والتراخي العاطفي، وجفاف المشاعر في العلاقات الزوجية، مما يشكل ضغطاً على العلاقة المذكورة يُضعف في حدودها تحقيق السعادة التي ابتدأ ت بها الحياة الزوجية.

## أسباب الفتور العاطفي بين الزوجين
هناك أسباب كثيرة للفتور من أهمها :
- العنف الزوجي (اللفظي أو الجسدي) وهي من أكثر المشكلات انتشاراً [4] ،، وعادة ما يسبق العنف العصبية التي تتحول إلى عنف بشكليه النفسي والبدني، مما يؤدي إلى توتر في العلاقة الزوجية وعدم الرغبة في الاستمرار، واستثارة مشاعر الكره والانتقام بدل الحب والوئام.
- سوء الخلق في التعامل اليومي وعدم الاحترام بين الزوجين، وغياب روح التسامح والعفو عن الأخطاء والتقصير.
- التدخل السلبي لأهل الزوجين في المشكلات .
- قلة الاهتمام بالمسؤوليات الأسرية.
- رتابة العلاقة الزوجية مما يسبب الملل.
- عدم النظافة الجسدية وبحسب الدراسة التي أجريت على عينة من الأزواج مما يعانون من الفتور العاطفي، فإن عدم اهتمام أحد الطرفين بنظافته الشخصية يعتبر عاملاً من عوامل النفرة والفتور في العلاقة.[3]
- الجهل بأساليب العلاقة الجنسية وعدم التوافق الجنسي، وغلبة روح الأنانية وإهمال الإشباع الجنسي لأحد الطرفين نتيجة الممارسات الخاطئة لشريكه.
- ضعف الحوار وضيق دائرة الاهتمامات المشتركة، وقلة التواصل بين الزوجين .
- بعض التغييرات البيولوجية (مثل : الحمل ، الدورة الشهرية) .
- عدم التقبل للطرف الآخر.

## الآثار السلبية للفتور العاطفي
إذا استمر الزوجان في تجاهل حل مشكلة الفتور العاطفي في علاقتهما الزوحية فإن من المتوقع ظهور آثار سلبية تختلف من حالة إلى أخرى .ومن هذه الآثار: كثرة الخلافات الزوجية نتيجة للفراغ العاطفي، وربما دفع ذلك إلى استخدم العنف اللفظي أو الجسدي والذي يحوّل المشاعر بين الزوجين إلى مشاعر عدائية.ومن الآثار السلبية أيضاً التي قد تظهر انحراف أحد الزوجين أو كليهما في ممارسات عاطفية خارج نطاق الزوجية وارتباطه بعلاقات محرمة لتعويض النقص في الإشباع العاطفي.وفي حالات قد يؤدي إلى الطلاق.

## مواضيع ذات صلة
- الطلاق العاطفي
- ذكاء عاطفي
- عواطف وثقافة
- أمان عاطفي
- ابتزاز عاطفي
- هجر عاطفي
- توافق جنسي
- إشباع عاطفي (بين الزوجين)

## وصلات خارجية
الفتور العاطفي من جانب الزوج وكيفية علاجه، موقع إسلام ويب